# Arbutus canariensis

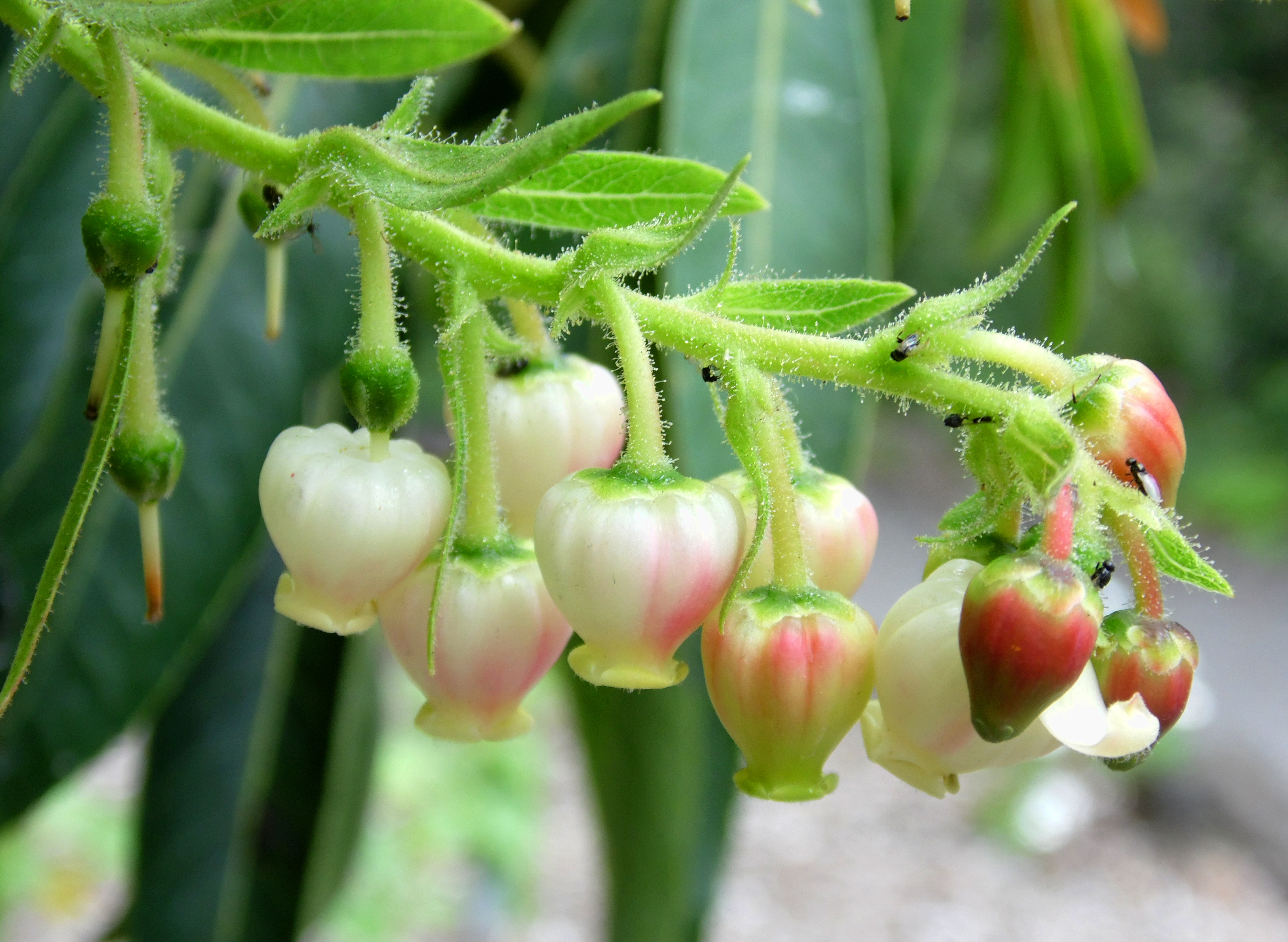
Blütenstand

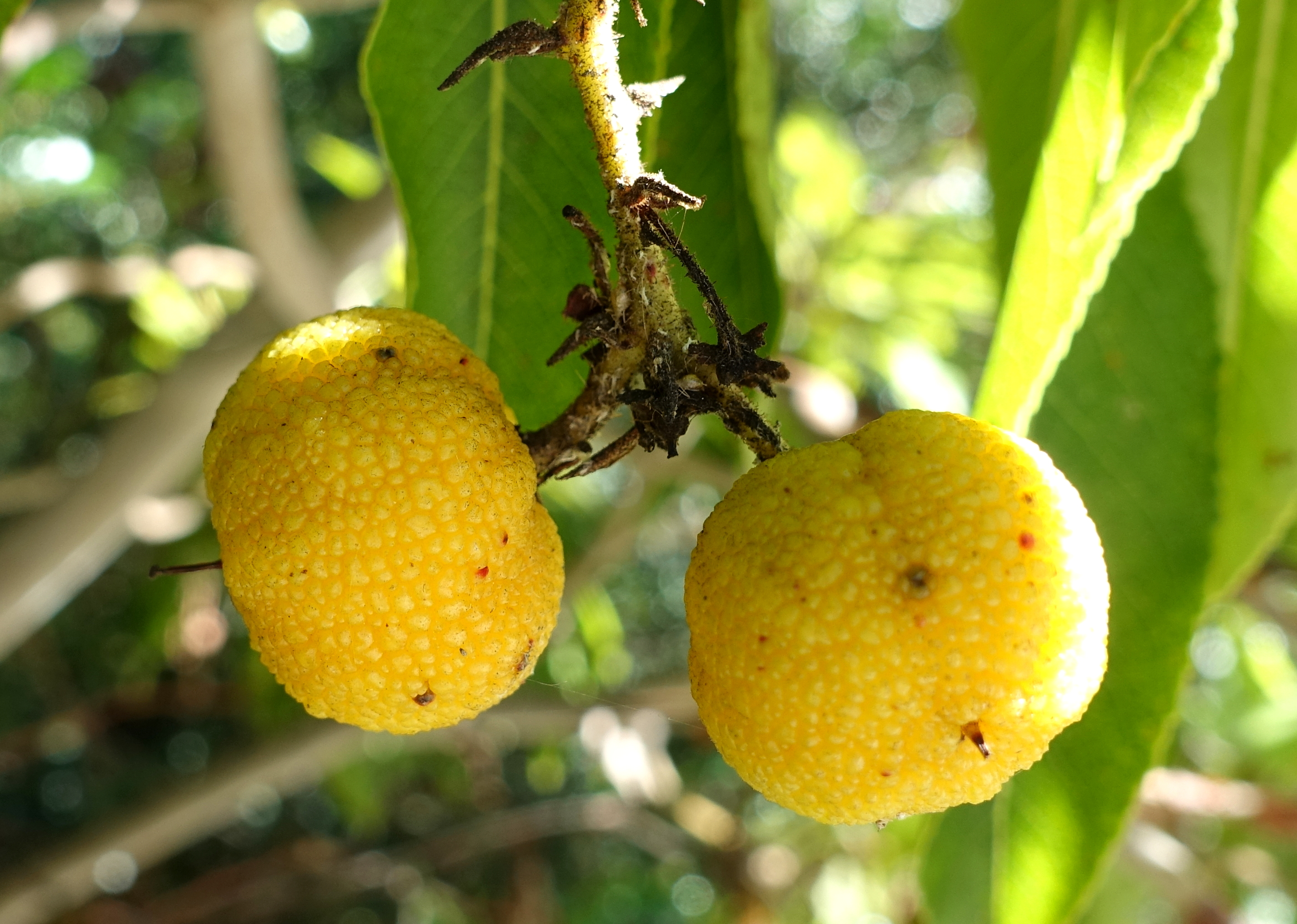
Früchte

Arbutus canariensis oder der Kanarische Erdbeerbaum, ist eine nur auf den Kanarischen Inseln endemisch vorkommende Art aus der Gattung der Erdbeerbäume (Arbutus).

## Merkmale
Arbutus canariensis ist ein immergrüner Baum, der Wuchshöhen von etwa 4–10 Meter, sehr selten bis über 15 Meter erreicht. Die glatte, orange-braune und weiche Borke blättert in Streifen ab. Der Stammdurchmesser erreicht etwa 30 Zentimeter.
Die einfachen, kahlen und kurz gestielten, wechselständigen, ledrigen, dicklichen Laubblätter sind am Rand gekerbt, gesägt und bis zu 10–15 Zentimeter lang, sie sind an den Zweigenden gruppiert. Jung sind sie behaart, die Blätter sind oberseits dunkelgrün und unterseits blassgrün. Sie sind eiförmig, -lanzettlich oder lanzettlich bis verkehrt-eiförmig, -eilanzettlich und rundspitzig bis spitz.
Die drüsenhaarigen, meist traubigen bis rispigen Blütenstände sind achsel- oder endständig am Ende der Zweige angeordnet. Die gestielten, duftenden und zwittrigen, fünfzähligen Blüten mit doppelter Blütenhülle sind meist weiß, können aber auch grünlich-weiß oder weiß-rosa, rötlich sein. Der Blütenstiel und die  Tragblätter sind drüsenhaarig. Der grüne Kelch ist klein und flach mit fünf Zipfeln. Die Blütenkrone ist urnenförmig mit kleinen, zurückgelegten Lappen. Es sind 10 eingeschlossene, kurze Staubblätter vorhanden. Der oberständige Fruchtknoten ist mehrkammerig. Es ist ein Diskus vorhanden.
Die gelben bis orangen, noppligen und rundlichen, vielsamigen Beeren haben einen Durchmesser von 2 bis 3 Zentimeter und sind fleischig und wohlschmeckend.

## Vorkommen
Arbutus canariensis ist auf den Kanarischen Inseln El Hierro, La Palma, La Gomera, Teneriffa und Gran Canaria endemisch. Sein Lebensraum sind Lorbeerwälder sowie Fayal-Brezal-Wälder.

## Taxonomie
Die Erstbeschreibung erfolgte 1800 durch den französischen Autor Veillard (weitere Angaben sind nicht bekannt) in Traité des Arbres et Arbustes [Nouvelle Édition; Second Édition] 1: 80, welches in einer neuen Auflage aufgelegt wurde, postum nach Henri Louis Duhamel du Monceau, dem Autor der ersten Auflage des Werks von 1755. Die Autoren sind im 4. Band von 1809 aufgeführt.

## Verwendung
Die Früchte sind essbar. Sie enthalten ein cremiges bis mehliges Fruchtfleisch mit winzigen Samen; sie schmecken angenehm süß, daher sammeln die Einheimischen die Früchte, essen sie direkt vom Baum oder verarbeiten sie zu Süßspeisen, Likör und Obstschnaps. Mit seinen immergrünen Blättern, weißrosa Blüten und leuchtend orangen Früchten, ist der Baum auch eine beliebte Zierpflanze.